# Agrostis multicaulis
Agrostis multicaulis é uma espécie de gramínea do gênero Agrostis, pertencente à família Poaceae.